# Satprem

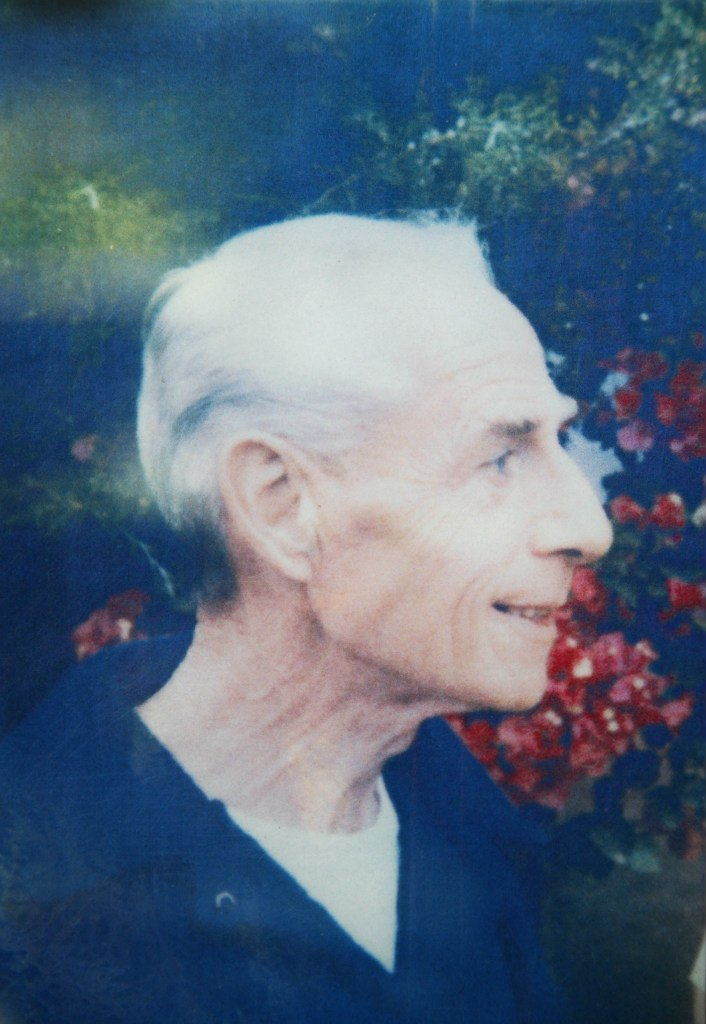
Satprem

Satprem (* 30. Oktober 1923 in Paris; † 9. April 2007) war ein französischer Autor und bedeutender Schüler von Mirra Alfassa, genannt Die Mutter.

## Leben

### Kindheit, Jugend und Wanderjahre
Er wurde als Bernard Enginger in Paris geboren, stammte jedoch aus der Bretagne, vor deren Küste er in seiner Kindheit und Jugend regelmäßig lange Segelfahrten unternahm. Aufgrund von Widerstandsaktivitäten wurde er mit zwanzig Jahren von der Gestapo verhaftet und verbrachte anderthalb Jahre in deutschen Konzentrationslagern. Körperlich und seelisch zutiefst erschüttert, reiste er nach seiner Befreiung nach Indien, um einen Posten in der französischen Kolonialverwaltung in Pondicherry anzutreten. Dort begegnete er Sri Aurobindo und der Mutter.
Da er mit seiner Tätigkeit und seinem Leben unzufrieden war, verließ er Indien alsbald und begab sich auf eine Reihe von Abenteuerreisen, die ihn nach Südamerika und Afrika führten, bevor er 1953 nach Indien zurückkehrte. Im Alter von 30 Jahren stellte er sich in den Dienst der Mutter und wohnte im Sri Aurobindo Ashram. Er gab etwas Unterricht in der Ashram-Schule und redigierte die französischen Texte der von der Mutter herausgegebenen Vierteljahreszeitschrift Bulletin of the Department of Physical Education, die zweisprachig englisch-französisch erschien. Satprem blieb aber ruhelos und glaubte, er könne seine Erfüllung in immer neuen Abenteuern finden. Deshalb brach er wieder auf und unternahm Reisen in den Kongo, nach Brasilien, Afghanistan, in den Himalaya, durch die Wüste Gobi und nach Neuseeland, bis er schließlich wieder nach Pondicherry zurückkehrte. Am 3. März 1957 gab die Mutter ihm den Namen Satprem mit der Bedeutung „der die Wahrheit liebt“.
1981 entstand ein Dokumentationsfilm über Satprem – vornehmlich ein Interview über Religion, Moral und die Mutter.
Im Jahr 1959 wurde er Schüler eines tantrischen Yogi, der auch Oberpriester des großen Tempels von Rameswaram im Süden des Bundesstaats Tamil Nadu war. Dann wanderte er, geführt von einem anderen Yogi, sechs Monate als Sannyasin durch Indien. Seine Erzählung Vom Körper der Erde oder Der Sannyasin gründet auf diese Erfahrungen. Nach jenen Wanderungen kehrte er wieder zum Ashram zurück.

### Schüler der Mutter
Satprem wurde von Zeit zu Zeit von der Mutter in ihren Raum eingeladen, um bestimmte Aufgaben in Zusammenhang mit der Herausgabe des Bulletins zu besprechen. Er war von ihr fasziniert und begann Fragen zu stellen, fand es wunderbar, ihr zuzuhören, wenn sie von ihren Erfahrungen berichtete. Bald wurde er sich der Bedeutung dieser Gespräche bewusst und begann sie mit einem Tonbandgerät aufzunehmen. Auf diese Art und Weise entstand Mutters Agenda. Sie umfasste die Themen der literarischen Arbeit, seine eigene Entwicklung und Schulung im Yoga sowie die Beschreibung der körperlichen Transformation der Mutter. Während dieser Zeit lernte er auch seine zukünftige spirituelle Gefährtin Sujata Nahar kennen.
Unter der Leitung der Mutter schrieb er das Buch Sri Aurobindo oder das Abenteuer des Bewusstseins, welches 1964 erschien und zur populärsten Einführung in den integralen Yoga wurde. In den Jahren 1972–73 entstand ein weiteres Werk mit dem Titel La Genèse du surhomme, das 1974 erschien.
Nach dem Tod der Mutter kam es zu einem ernsten Konflikt zwischen Satprem und der Führung des Ashrams. Seine gesamte Korrespondenz mit der Mutter von 1962 bis 1973 wurde beschlagnahmt und er selbst wurde aus dem Ashram verwiesen, woraufhin er sich mit den Tonbandaufnahmen der Agenda nach Auroville zurückzog.

### Die Zeit nach dem Ashram
Nach dem Tod der Mutter schrieb er die Trilogie Mutter, in welcher er das Tonbandmaterial erstmals analysierte und kommentierte. In seinem nächsten Werk Das Mental der Zellen, das 1980 erschien, fasste er noch einmal wichtige Inhalte der Trilogie zusammen. Zur Veröffentlichung und Verbreitung der Agenda gründete er in Paris das Institut de Recherches Evolutives (Institut für Evolutionsforschung). 1983 beschlossen Satprem und Sujata, sich gänzlich aus der Öffentlichkeit zurückzuziehen. Sieben Jahre später meldete sich Satprem wieder zurück mit einigen Buchtiteln, in denen er über seine eigenen Erfahrungen, über die Lehren von Sri Aurobindo und der Mutter und über die zukünftige Entwicklung der Menschheit schrieb.
Satprem starb am 9. April 2007, seine Gefährtin Sujata Nahar starb einen Monat später im Alter von 81 Jahren am 4. Mai 2007.

## Werke

### Titel in deutscher Sprache
- Satprem: Sri Aurobindo oder das Abenteuer des Bewusstseins ISBN 978-3-89427-717-8
- Satprem: Das Mental der Zellen ISBN 978-3-910083-15-8
- Satprem: Der kommende Atem ISBN 978-3-85630-031-9
- Satprem: Der Aufstand der Erde ISBN 978-3-85630-546-8
- Satprem: Evolution II ISBN 978-3-910083-17-2
- Satprem: Vom Körper der Erde oder 'Der Sannyasin' ISBN 978-3-931172-00-8
- Satprem: Der Mensch hinter dem Menschen ISBN 3-442-11754-2
- Satprem: Auf dem Wege zum Übermenschen. Über ein Experiment der Evolution, ISBN 978-3-87041-264-7
- Satprem: Der Sonnenweg zum großen Selbst ISBN 978-3-910083-25-7
- Satprem: Die Tragödie der Erde ISBN 978-81-85137-55-1
- Satprem: Gringo. Ein Märchen über die Evolution ISBN 978-3-910083-24-0
- Satprem: Mutter in 3 Bänden ISBN 978-3-89427-718-5

- Mutters Agenda 1951–1973, 13 Bände Gesamtausgabe ISBN 978-3-910083-14-1

### Titel in französischer Sprache
1. - Werke, die Satprem während seines Aufenthaltes im Ashram (mit dem Segen der Mutter) geschrieben hat:
  - L'Orpailleur (1960)
  - Le Véda ou La Destinée Humaine (1961)
  - Sri Aurobindo ou L'Aventure de la Conscience (1964)
  - Le Grand Sens (1969)
  - Sri Aurobindo et l'avenir de la Terre
  - Par le Corps de la Terre ou Le Sannyasin (1974)
  - La Genèse du Surhomme (1974)
2. - Werke, die Satprem nach der Trennung vom Ashram und dem Tod der Mutter geschrieben hat:
  - Mère - Une trilogie (1977, 1. Le Matérialisme Divin, 2. L'Espèce Nouvelle, 3. La Mutation de la Mort)
  - Introduction à l'Agenda de Mère (1977)
  - Gringo (1980)
  - Sept Jours en Inde avec Satprem - Interview par Towarnicki (1981)
  - Le Mental des Cellules (1981)
3. - Werke, die Satprems eigene Erfahrungen nachzeichnen:
  - La Vie sans Mort (1985)
  - La Révolte de la Terre (1990)
  - Lettres d'un Insoumis - Correspondance en 2 volumes (1994) couvrant la période 1947–1973
  - La Tragédie de la Terre - de Sophocle à Sri Aurobindo (1995)
  - La Clé des Contes (1997)
  - Néanderthal Regarde (1999)
  - Une lettre récente de Satprem (1999)
  - Carnets d'une Apocalypse 1973–1978 (1999)
  - La Légende de l'Avenir (2000) précédé de „Un Coup de Phare“.
  - Carnets d'une Apocalypse (suite: 1978–1982) (octobre 2000)